# Дмитро-Тітово
Дми́тро-Тіто́во (рос. Дмитро-Титово) — село у складі Китмановського району Алтайського краю, Росія. Входить до складу Дмитро-Тітовської сільської ради.

## Населення
Населення — 1099 осіб (2010; 1248 у 2002).
Національний склад (станом на 2002 рік):
- росіяни — 93 %